# Instrument agricole de préadhésion
L'instrument agricole de préadhésion, en abrégé SAPARD, est l'un des instruments de préadhésion financés par l'Union européenne pour aider les pays candidats d'Europe centrale et orientale (Estonie, Hongrie, Lettonie, Lituanie, Pologne, Slovaquie, Slovénie et République tchèque, ainsi que la Bulgarie et la Roumanie) dans leurs préparatifs d'adhésion à l'Union européenne. Cette coopération visait à aider ces pays dans les domaines de l'agriculture et du développement rural pour la période 2000-2006. Il a depuis été remplacé au sein du nouvel instrument d'aide de préadhésion.

## Objectifs
L'aide à l'agriculture et au développement rural est centrée sur les besoins prioritaires, elle est basée sur la mise en place de moyens techniques et financiers afin de développer et de rapprocher les systèmes agricoles des pays candidats de ceux des États membres,.
Plusieurs objectifs sont menés en parallèle, tels que :
- les investissements dans les exploitations agricoles, la production, le suivi et la commercialisation des produits agricoles (culture et élevage), halieutiques (pêche et aquaculture), de l'exploitation des ressources forestières et des activités liées (notamment agro-industrielles)
- le développement de la protection de l'environnement, de politiques en faveur de la conservation de la nature et de son exploitation
- l'intégration de ces pays dans les systèmes et marchés européens dédiés

## Sources

## Compléments